# Историјска драма
Историјска драма (енгл. history play), драмски жанр који се издвојио из трагедије у периоду ренесансе и доживео врхунац у стваралаштву Виљема Шекспира, крајем 16. и почетком 17. века. Истим појмом означавају се и историјски филмови (енгл. historical drama), који обрађују историјске догађаје и личности, са мање или више уметничке слободе.

## Карактеристике

### У књижевности
Историјска драма обрађује историјске личности и догађаје, тражећи у историјским догађајима трагичне личности и драматичне заплете. Настала је у периоду ренесансе и велику популарност доживела је захваљујући бројним историјским драмама Виљема Шекспира. Писане крајем 16. и почетком 17. века, Шекспирове историјске драме смештене су у средњи век и обрађују најдраматичнији период енглеске историје - Стогодишњи рат и Ратове ружа. Најпознатије Шекспирове историјске драме, које се хронолошки надовезују једна на другу и обухватају енглеску историју од 1398. до 1485. године, јесу Ричард II, Хенри IV (у два дела), Хенри V, Хенри VI (у три дела) и Ричард III. У периоду романтизма историјске драме постале су веома популаран жанр у време нарастајућег национализма који је захватио Европу средином 19. века. Популарни писци историјских драма били су Фридрих Шилер у Немачкој (драме Вилхелм Тел и Валенштајн), Александар Пушкин у Русији (драма Борис Годунов) и Лаза Костић (драма Пера Сегединац), Ђура Јакшић (драма Јелисавета, кнегиња црногорска) и Петар Петровић Његош (драма Лажни цар Шћепан Мали) у српској књижевности. Историјске драме у српској књижевности писали су и Љубомир Симовић (Бој на Косову) и Миладин Шеварлић (Пропаст царства српскога, Косово, Змај од Србије и друге).

### На филму
Прве историјске драме на филму снимљене су већ почетком 20. века (Убиство војводе од Гиза, Рађање нације, Оклопњача Потемкин), а остале су популаран жанр до данас. Неке од њих засноване су на позоришним историјским драмама (Хенри Пети, Ричард Трећи, Бој на Косову), неке на историјским романима (Ајванхо, Краљица Марго, Рат и мир, Кво Вадис, Рат за ватру, Доротеј), а неке на историјским изворима  (Гладијатор, Александар, Тимочка буна) или епској поезији (Храбро срце, Троја, Бановић Страхиња).